# Nucula profundorum
Nucula profundorum – gatunek małża należącego do podgromady pierwoskrzelnych.
Występuje na głębokości od 733 do 4060 metrów. Są rozdzielnopłciowe, bez zaznaczonych różnic płciowych w budowie muszli. Odżywiają się planktonem oraz detrytusem.
Występuje od Meksyku po Peru.